# Гюзелев, Васил
Васил Тодоров Гюзе́лев (род. 19 октября 1936, с. Раковски (ныне Димитровград), Болгария) — болгарский историк-медиевист, академик Болгарской академии наук.

## Биография
В 1954 году окончил гимназию в Димитровграде, после чего поступил на философско-исторический факультет Софийского университета им. св. Климента Охридского. В 1959 году получил диплом о высшем образовании, дипломная работа была о языческих верованиях и погребальных обрядах южных славян. Два года проработал в историческом музее. В 1961 году вернулся в тот же университет в качестве ассистента на кафедру болгарской истории, где продолжает работать и сегодня.
На протяжении 1977—1983 годов возглавлял секцию средневековой истории Болгарии Института истории (болг.) Болгарской АН. Основатель и первый директор в 1975—1977 годах Национального исторического музея. Также в период 1984—1990 годов занимал должность директора Болгарского исследовательского института в Вене. Был председателем Археографической комиссии Народной библиотеки им. св. Кирилла и Мефодия в Софии. Является на сегодня академиком Болгарской академии наук, председателем Ассоциации медиевистов и византинистов Болгарии, а также лауреатом премии им. И. Г. Гердера (Австрия).